# Philippe Baillet
Philippe Baillet, (nacido el 6 de octubre de 1940 en Burdeos, Francia) es un exjugador de baloncesto francés. Fue medalla de bronce con Francia en el Eurobasket de Turquía 1959.